# Сейтбеков, Рустем Серикбаевич
Рустем Серикбаевич Сейтбеков (10 июля 1983 г., Ташкент) — казахстанский артист балета, балетный педагог
. Заслуженный деятель Республики Казахстан (2012). Педагог-репетитор ГТОБ «Astana Opera» (с 2014).

## Биография
- Рустем Серикбаевич Сейтбеков родился 10 июля 1983 г. в Ташкенте.
- В 2000 году окончил Алма-атинское хореографическое училище им. А. В. Селезнева и был приглашен в Национальный театр оперы и балета им. К. Байсеитовой в качестве солиста.
- В 2007 году прошел стажировку и повышение квалификации в театре «Ла Скала» (Милан, Италия).
- В 2014 году окончил Челябинский государственный педагогический университет по специальности «Народное художественное творчество», присвоена квалификация «Художественный руководитель хореографического коллектива, преподаватель».

## Карьера
- С 2000 по 2013 годы. Ведущий солист балета Казахский Национальный театр оперы и балета им.К.Байсеитовой
- С 2013 г. Ведущий солист балета Государственный театр оперы и балета «Astana Opera»
- С 2014 г. Педагог-репетитор балета Государственный театр оперы и балета «Astana Opera»

## Репертуар
- Балетные партии
- Исполнил главные партии в балетах «Лебединое озеро», «Спящая красавица», «Щелкунчик» П. Чайковского; «Бахчисарайский фонтан» Б. Асафьева, «Кармен-сюита» Ж. Бизе — Р. Щедрина, «Жизель» и «Корсар» А. Адана, «Вальпургиева ночь» Ш. Гуно, «Тщетная предосторожность» П. Гертеля, «Сильфида» Х. Левенсхольда, «Эсмеральда» Ц. Пуни, балете Б. Эйфмана «Роден», «Ромео и Джульетта» С.П рокофьева, «Собор Парижской Богоматери» М. Жарра, номер «Кармен» Ж. Бизе в постановке Р. Пети; а также партии в балетах «Алкисса» Р. Салаватова, «Дон Кихот», «Баядерка» Л. Минкуса, «Коппелия» Л. Делиба, «Карнавал» Р. Шумана и др.

## Достижения
- 2002 — Обладатель Приза зрительских симпатий Международного фестиваля творческой молодежи «Шабыт» (Астана)
- Лауреат Международного фестиваля творческой молодежи «Шабыт» (Астана, 2004, 2009)
- 2009 — Дипломант Международного конкурса «Байтерек» (Астана)
- Памятная медаль участника встречи представителей казахстанской творческой молодежи с Папой Римским Иоанном Павлом II, посетившим Астану в 2001 году.

## Награды
- 2012 — Почетное звание «Заслуженный деятель Республики Казахстан» (за большие заслуги в развитии казахского хореографического искусства)